# ジェームズ・グリムストン (第2代グリムストン子爵)
第2代グリムストン子爵ジェームズ・グリムストン（英語: James Grimston, 2nd Viscount Grimston、1711年10月9日 – 1773年12月15日）はイギリスの貴族、政治家。

## 生涯
初代グリムストン子爵ウィリアム・グリムストンとジーン・クック（Jean Cooke、1765年3月12日没、ジェームズ・クックの娘）の次男として、1711年10月9日に生まれた。
1754年イギリス総選挙にあたって出馬を検討したとき、父から反対されたが、最終的には1753年12月29日に出馬を表明、第3代マールバラ公爵チャールズ・スペンサーと協議した結果当選を果たした。この協議とは次の総選挙でマールバラ公爵の甥ジョン・スペンサーまたは公爵が指名した人物への支持に回ることであり、グリムストンは協議通り次の1761年イギリス総選挙で出馬しなかった。議員生涯において、発言と投票の記録はなかったという。
1756年10月15日/19日に父が死去すると、グリムストン子爵の爵位を継承した。
1773年12月15日に痛風により病死、31日に埋葬された。長男ジェームズ・バックナルが爵位を継承した。

## 家族
1746年6月19日、メアリー・バックナル（Mary Bucknall、1717年4月28日 – 1778年8月14日埋葬、ウィリアム・バックナルの娘）と結婚、3男5女を儲けた。
- ジェーン（1829年没） - 1774年10月6日、トマス・エストコート（Thomas Estcourt）と結婚、子供あり
- メアリー（1846年4月9日没） - 1777年4月3日、ウィリアム・ハル（William Hale）と結婚、子供あり
- スザンナ・アスケル（Susannah Askell、1842年5月29日没） - 1781年7月15日、ジョン・ウォード（John Warde）と結婚、子供なし
- ジェームズ・バックナル（英語版）（1747年 – 1808年） - 第3代グリムストン子爵
- ウィリアム（英語版）（1750年 – 1814年） - 庶民院議員、子供あり
- ハーボトル（Harbottle、1823年1月30日没） - 生涯未婚